# True Reflections
True Reflections – debiutancki i jak dotąd jedyny album Boyda Tinsleya - skrzypka zespołu Dave Matthews Band. Boyd Tinsley był pierwszym członkiem zespołu, który zdecydował się na wydanie solowego albumu. Skrzypek DMB znany z niezwykle żywiołowego stylu gry i ogromnego talentu do improwizacji  - na swojej solowej płycie nie pokazał jednak pełni swoich możliwości. Artysta bardziej skupił się na stronie wokalnej płyty oraz na jej relaksującym charakterze. Mniej więcej pół roku po wydaniu solowego albumu Boyda Tinsleya na wydanie solowego albumu zdecydował się również sam Dave Matthews (album Some Devil). W związku z ogromnym sukcesem komercyjnym macierzystej formacji Tinsleya - Dave Matthews Band - wydaniu debiutanckiego albumu Tinsleya nie towarzyszyła żadna trasa koncertowa. Piosenki, które pojawiły się na True Reflections skrzypek DMB komponował przez kilka lat. Na albumie koncertowym Listener Supported - Dave Matthews Band dokumentującym występ zespołu w hali Continental Airlines Arena z 1999 roku można m.in. usłyszeć doskonałą wersję piosenki tytułowej - True Reflections - granej przez cały zespół. 

## Lista utworów
1. "It's Alright" – 4:59
2. "Show Me" – 4:28
3. "So Glad" – 3:59
4. "Listen" – 4:13
5. "Cause It's Time" – 3:34
6. "Long Time to Wait" – 5:33
7. "Perfect World" – 2:52
8. "Cinnamon Girl" (Young) – 3:12
9. "Run" – 5:27
10. "What a Time For Love" – 3:54
11. "True Reflections" gościnnie Dave Matthews – 5:34